# Operation: Overlord
Operation: Overlord (Originaltitel: Overlord) ist ein US-amerikanischer Horror-Kriegsfilm aus dem Jahr 2018. Regie führte Julius Avery, das Drehbuch schrieben Billy Ray und Mark L. Smith. Der Film kam am 8. November 2018 in die deutschen Kinos und startete einen Tag später in den USA.

## Handlung
1944: Am Vorabend der von den Alliierten unter dem Decknamen Operation Overlord vorbereiteten Invasion in der Normandie wird das Flugzeug eines amerikanischen Vorauskommandos abgeschossen. Die Einheit soll in einem französischen Dorf einen in einem Kirchturm versteckten Störsender der Deutschen sprengen, um damit die Invasion zu unterstützen. Die einzigen vier Überlebenden, der Unteroffizier Lewis Ford und drei junge Gefreite, sind im Feindesland völlig auf sich allein gestellt, wollen den Auftrag aber dennoch ausführen. Unter ihnen befindet sich auch der friedliebende Private Edward Boyce.
Auf dem Weg in das Dorf stellen sie eine französische Bewohnerin, Chloe, und verstecken sich in ihrem Haus. Sie lebt dort mit ihrem kleinen Bruder und ihrer Tante, die angeblich an einer Lungenkrankheit leidet. Als Boyce neugierig ihre Zimmertür öffnet, sieht er, dass ihr Körper schrecklich entstellt ist. Die französischen Bewohner werden von den Deutschen tyrannisiert. In der Nacht dringt der SS-Hauptsturmführer Wafner abermals in Chloes Haus ein, um sie zu vergewaltigen. Die amerikanischen Soldaten verhindern den Übergriff. Ford beginnt damit, Wafner zu foltern, um nähere Informationen zum deutschen Lager zu erhalten, das sich in der Kirche befindet. 
Boyce hat die Aufgabe seine Kameraden zu suchen. Es gelingt ihm, zwischen Leichen versteckt, auf einem Lkw in das Lagerinnere zu gelangen. Dort entdeckt er ein geheimes Kellerlabor, in dem die Nazis Menschenversuche an Dorfbewohnern und Kriegsgefangenen durchführen. Ihr Ziel ist die Schaffung von unsterblichen Supersoldaten für das Deutsche Reich, doch das noch nicht ausgereifte Serum lässt die Versuchspersonen sofort Veränderungen im Sinne von Body Horror durchmachen, wobei einige zu unberechenbaren Zombies mutieren. Andere, wie Chloes Tante, werden schrecklich entstellt. Boyce nimmt eine der bereits aufgezogenen Spritzen mit dem Serum an sich und verlässt das Lager durch einen Abfluss.
Zurück in Chloes Haus wollen die Soldaten mithilfe von Wafner als Geisel in das Lager eindringen. Wafner gelingt es, einen der Soldaten zu überwältigen, und er erschießt ihn. Boyce möchte sich mit dem Tod seines Kameraden nicht abfinden und injiziert ihm kurzerhand das Serum. Dieser erwacht scheinbar zu neuem Leben, verwandelt sich aber nur kurze Zeit später in eine unberechenbare Kreatur und wird von Boyce erschlagen. Wafner nutzt die Gelegenheit zur Flucht. Es kommt zu einem heftigen Gefecht zwischen deutschen und amerikanischen Soldaten, bei dem er schwer verletzt wird. Er rettet sich in das Labor und injiziert sich mehrere Ampullen mit dem Serum.
Die überlebenden amerikanischen Soldaten sind entschlossen, sowohl das Labor als auch den Störsender zu zerstören. Sie dringen in das Lager ein und bringen unter heftiger Gegenwehr der Deutschen im Innenraum Sprengladungen an. Ford wird bei den Kämpfen von Wafner gestellt. Dieser beginnt nun damit, seinerseits Ford zu foltern. Boyce kann ihn ablenken, woraufhin Ford sich ebenfalls eine Ampulle verabreicht. Schließlich kommt es zum Kampf zwischen Wafner und Ford. Dieser sperrt Boyce aus und fordert ihn auf, Labor und Lager zu zerstören. Danach zündet er einen Sprengsatz und tötet sich, Wafner, sowie weitere deutsche Zombies, die auf ihn zustürmen. Boyce führt den letzten Befehl seines Corporals aus und zerstört die gesamte Anlage.
Wenig später trifft Verstärkung ein. Boyce' Vorgesetzte haben Gerüchte über ein Labor gehört und fragen ihn, ob es sich lohne, die Trümmer zu durchwühlen. Doch Boyce sagt, dass es dort lediglich einen Kontrollraum gegeben habe. Daraufhin werden er und die anderen Überlebenden als Belohnung in eine andere Kompanie hinter den Linien versetzt.

## Produktion
Die Dreharbeiten begannen im September 2017 und endeten im Januar 2018. Regie führte Julius Avery, das Drehbuch schrieben Billy Ray und Mark L. Smith. Die Filmmusik komponierte Jed Kurzel. Als Kameramann fungierten Fabian Wagner und Laurie Rose.
Jovan Adepo spielt im Film die Hauptrolle Private Edward Boyce, Pilou Asbæk spielt den SS-Hauptsturmführer Wafner.

## Synchronisation
Die deutsche Synchronisation entstand nach einem Dialogbuch von Tobias Neumann und der Dialogregie von Hannes Maurer im Auftrag der Interopa Film in Berlin.
| Rolle                   | Schauspieler       | Synchronsprecher          |
| ----------------------- | ------------------ | ------------------------- |
| Private Edward Boyce    | Jovan Adepo        | Patrick Keller            |
| Corporal Lewis Ford     | Wyatt Russell      | Leonhard Mahlich          |
| Chloe                   | Mathilde Ollivier  | Jessica Walther-Gabory    |
| Private Lyle Tibbet     | John Magaro        | Constantin von Jascheroff |
| Hauptsturmführer Wafner | Pilou Asbæk        | Sascha Rotermund          |
| Sergeant Rensin         | Bokeem Woodbine    | Torsten Michaelis         |
| Private Morton Chase    | Iain De Caestecker | Ozan Ünal                 |
| Private Jacob Rosenfeld | Dominic Applewhite | Christian Zeiger          |
| Private Charlie Dawson  | Jacob Anderson     | Tino Mewes                |
| Dr. Schmidt             | Erich Redman       | Erich Redman              |

## Kritiken
Das Online-Portal Kino.de lobt die unterhaltsame Mischung aus Body Horror mit widerlichen Nazi-Zombies und skrupellosen Machthabern, deren Mission es nicht nur ist, ein 1000-Jähriges Reich zu erschaffen, sondern auch die dazugehörigen Soldaten.

„‚Operation: Overlord‘ investiert in bestechende Effekte, mischt Zombies in ein bislang unverbrauchtes Szenario – dem Zweiten Weltkrieg, ergänzt das um einige aufstrebende Jungdarsteller und fertig ist der kluge Horror-Kracher, der einfach nur Spaß macht. Wahnsinnig unterhaltsam!“

Der Filmdienst weist auf die „beträchtlichen Mittel“ hin, die eine Mischung aus „Kriegs- und trashigem Horrorfilm voller bizarrer Figuren, Bilder und Schreckmomente“ erzeugt habe. Der Film huldige „nicht nur dem Zombie-Genre“, sondern bediene sich großflächig beim Motiv-Arsenal von B-Pictures und Actionfilmen. Er fackele ein „ebenso irrwitziges wie unterhaltsames Feuerwerk an Spannungs- und Schreckmomenten ab“.
Die Fernsehzeitschrift Prisma urteilt, dass Zuschauer nicht „enttäuscht sein“ müssten, denn „mit dem Crossover von Kriegs-, Horror- und Zombiefilm“ komme ein „Streifen in die Kinos, der auch hartgesottene Horrorfilmfans“ abhole und sogar Actionliebhaber zufriedenstellen werde.
Jedoch sind nicht alle Kritiken positiv. Nach Ansicht von Horrormagazin.de überzeugt der Film in erster Linie handwerklich und von der Ausstattung, obwohl viele der Bluteffekte klar erkennbar aus dem Computer kommen. Es wird kritisiert, dass es weder „wirklich gruselig“ noch „wenigstens ordentlich spannend wird“. Auch die Stereotypen – böse Nazis, die an friedlichen Franzosen experimentieren, bis die rechtschaffenden Amerikaner sie daran hindern, würden eher abgedroschen wirken.

„Fazit: Wilder Genremix, der zwischen zu vielen Stühlen sitzt und trotz Stärken nicht richtig zünden will.“